# Siamak Tooran
Siamak Tooran (* 1975 oder 1976 im Iran) ist ein deutscher Pokerspieler. Er gewann 2019 ein Bracelet bei der World Series of Poker Europe.

## Persönliches
Tooran stammt aus dem Iran und kam im Alter von elf Jahren mit seiner Familie nach Deutschland. Er lebt in Göttingen und arbeitet hauptberuflich als Goldhändler.

## Pokerkarriere
Seine erste Geldplatzierung bei einem Live-Turnier erzielte Tooran im Februar 2014 im King’s Resort in Rozvadov. Mitte Oktober 2015 war er erstmals bei einem Event der World Series of Poker (WSOP) erfolgreich und erreichte bei einem in der Variante No Limit Hold’em gespielten Event der World Series of Poker Europe in der Spielbank Berlin die Geldränge. Im Februar 2018 belegte er beim Grand Prix der partypoker Millions Germany in Rozvadov den zweiten Platz von 2896 Spielern und erhielt ein Preisgeld von über 55.000 Euro. Mitte Oktober 2019 gewann Tooran an gleicher Stelle das Short Deck High Roller der WSOP Europe und sicherte sich eine Siegprämie von rund 740.000 Euro sowie ein Bracelet. Seine bis dato letzte Geldplatzierung erzielte er im Februar 2020 beim Main Event der World Poker Tour in Rozvadov.
Insgesamt hat sich Tooran mit Poker bei Live-Turnieren knapp eine Million US-Dollar erspielt.